# Emiliano Zapata, Yucatán
Emiliano Zapata är en ort i Mexiko.   Den ligger i kommunen Tizimín och delstaten Yucatán, i den östra delen av landet, 1 200 km öster om huvudstaden Mexico City. Emiliano Zapata ligger 13 meter över havet och antalet invånare är 102.
Terrängen runt Emiliano Zapata är mycket platt. Runt Emiliano Zapata är det glesbefolkat, med 16 invånare per kvadratkilometer. Närmaste större samhälle är La Sierra, 1,9 km öster om Emiliano Zapata. Trakten runt Emiliano Zapata består till största delen av jordbruksmark.